# David Allan Walker
David Allan Walker est actuellement Intendant de la maison royale du Royaume-Uni depuis 2005.

## Biographie
Il est né le 14 juillet 1956, il a suivi les cours de la City of London School, puis étudié à l'Université de Birmingham où il obtient un Bachelor of Science en 1977. Il a rejoint la Royal Air Force en 1974, où il sert tout d'abord à l'état-major.
Walker sert durant trois périodes en tant que junior officer, y compris deux années en tant qu'aide de camp du commandant en chef du RAF Strike Command, puis en poste au RAF Saxa Vord (Station radar à longue portée de la RAF) en 1978.
En 1986 il est promu chef d'escadrille en poste au RAF Brize Norton de 1985 à 1987. Il sert ensuite au ministère de l'air dès 1987.
Il est promu Wing Commander en 1990, et écuyer de la Reine de 1989 à 1992. Il est fait membre de l'Ordre royal de Victoria en 1992. La même année il est nommé Officier commandant l'aile administrative de la base RAF Lyneham (en). Il est ensuite en poste durant six mois en Afrique du Sud en 1994, puis est fait Officier de l'Ordre de l'Empire britannique en 1995, puis Commandeur de ce même ordre en 2002.
Il est promu Group Captain en 1995 et sert au RAF Strike Command; puis à la Maison royale en 1996, et Commandant à RAF Halton en 1997.
Walker est promu Air Commodore en 1998 et nommé Directeur des communications de la RAF de 1998 à 2001, puis directeur du Personnel and Training Command de 2001 à 2003.
Il est promu Air Vice-Marshal et nommé commandant du Training Group (en) de 2003 à 2005.